# Dicrurus balicassius
El drongo balicassio (Dicrurus balicassius) es una especie de ave paseriforme de la familia Dicruridae.

## Distribución y hábitat
Es endémica de las Filipinas.
Su hábitat natural son los bosques bajos húmedos subtropicales o tropicales.

## Subespecies
Se reconocen las siguientes:
- D. b. abraensis Vaurie, 1947 - norte de Luzón
- D. b. balicassius (Linnaeus, 1766) - norte y centro de Filipinas
- D. b. mirabilis Walden & Layard, EL, 1872 - oeste-centro de Filipinas